# Върни Ловът Камерън
Върни Ловет Камерън (на английски: Verney Lovett Cameron) е английски пътешественик, изследовател, първият европеец пресякъл Африка от изток на запад.

## Ранни години (1844 – 1872)
Роден е на 1 юли 1844 година в графство Дорсет. Още на 13 години постъпва като юнга във военноморския флот. Плава по Средиземно и Червено море, посещава Индия. Проявява необичайна способност към науките и изучаването на чужди езици. Още на 25 години става един от най-образованите офицери в британския флот. През 1868 участва във военния конфликт в Абисиния, а след това в кампания на британските колониални войски за пресичане на търговията с роби в Източна Африка.

## Първо пресичане на Африка от изток на запад (1873 – 1875)
През 1872 е назначен за началник на експедиция организирана от Кралското географско дружество за помощ на Дейвид Ливингстън. През февруари 1873 акостира на остров Занзибар, а на 24 март тръгва на запад.
На 4 август 1873 отрядът на Камерън се среща с каквото е останало от експедицията на Ливингстън, която се връща в Занзибар с неговото тяло. Като цяло задачата поставена пред експедицията е завършена, но Камерън решава да продължи пътешествието си на запад и в средата на февруари 1874 достига до езерото Танганика. От март до май извършва плаване по него и астрономически определя координатите на устията на над 100 реки вливащи се в него, а на 3 май открива изтичащата на запад от него река Лукуга. През август достига до Касонго на река Луалаба, оттам тръгва на югозапад и пръв достига до средното течение на река Ломами (ляв приток на Конго), като изследва част от течението ѝ и вододела между нея и Луалаба на изток. През октомври 1874 изследва горното течение на Луалаба, в т.ч. езерото Кисале (8°15′ ю. ш. 26°30′ и. д. / 8.25° ю. ш. 26.5° и. д.) и открива устието на левия ѝ приток – река Ловои. В края на февруари 1875 от Ловои тръгва по вододела между Луалаба и Ломами, Луалаба и Касаи и Касаи и Замбези, картира изворите на Ломами, Луембе (десен приток на Лубилаш-Санкуру), Лубилаш (десен приток на Касаи) и Лулуа (десен приток на Касаи) и на 7 ноември 1875 достига Атлантическия океан при Катумбела (12º 30` ю.ш.).
Камерън изминава над 5800 км и извършва първото доказано исторически пресичане на Централна Африка от изток на запад. По време на целия път извършва няколкостотин астрономически измервания и над 3700 батиметрични, които позволяват да се състави точна карта на релефа в тази част на континента.
След завръщането си в Европа е удостоен със златни медали от Лондонското и Парижкото географски дружества, а през 1877 е издадена книгата му „Across Africa“.

## Следващи години (1876 – 1894)
През 1878 – 1879 Камерън пребивава в Кипър, Мала Азия и Месопотамия, за да изследва възможността за прокарване на железопътна линия от Средиземно море до Индия.
През 1882 отново пътешества в Африка, този път в Западна Африка – Златния бряг (сега Гана), заедно с известния английски пътешественик Ричард Френсис Бъртън.
Загива на 24 март 1894 година в графство Бедфордшър, когато връщайки се от лов е хвърлен от коня си.

## Трудове
- Across Africa, Vol. 1 – 2, London, 1877.